# Antiblemma catenosa
Antiblemma catenosa là một loài bướm đêm trong họ Erebidae.